# Gypsum (Kansas)
Gypsum es una ciudad ubicada en el de condado de Saline en el estado estadounidense de Kansas. En el año 2010 tenía una población de 405 habitantes y una densidad poblacional de 368,18 personas por km².

## Geografía
Gypsum se encuentra ubicada en las coordenadas 38°42′18″N 97°25′37″O / 38.70500, -97.42694 (38.705118, -97.426876).

## Demografía
Según la Oficina del Censo en 2000 los ingresos medios por hogar en la localidad eran de $30,833 y los ingresos medios por familia eran $34,375. Los hombres tenían unos ingresos medios de $27,000 frente a los $17,386 para las mujeres. La renta per cápita para la localidad era de $16,440. Alrededor del 6.0% de la población estaban por debajo del umbral de pobreza.